# Hôtel Meyronnet de Châteauneuf
Ne doit pas être confondu avec Hôtel Meyronnet de Saint-Marc.
L'hôtel de Meyronnet de Châteauneuf est un ancien hôtel particulier aixois, situé au n° 7 de la rue Georges Clémenceau, dans le département des Bouches-du-Rhône, région Provence-Alpes-Côte d'Azur, France.

## Historique
On sait seulement de ce bâtiment qu'il fut construit au XVIIe siècle pour Philippe de Meyronnet, conseiller à la Cour des Comptes de la ville.

## Architecture
La façade du bâtiment se trouve sur la rue Clémenceau, à environ 40 mètres du Cours Mirabeau. L'hôtel particulier disposait d'antan d'une entrée et d'une cour arrière adjacentes à l'hôtel de Nibles et aujourd'hui bouchées.